# Functional Discourse Grammar
Die funktionale Diskursgrammatik (kurz FDG) oder engl. Functional Discourse Grammar ist eine neuere Grammatiktheorie. Von führenden Vertretern der Functional Grammar (FG) wurde sie ab dem Jahr 2000 vor allem in Amsterdam in Weiterentwicklung der FG entwickelt. Über den Status dieser Grammatiktheorie gibt es unterschiedliche Meinungen: Manche betrachten sie nur als eine Weiterentwicklung der Functional Grammar von Simon C. Dik (1978; 1997) ohne eigenständigen Status, während andere und auch die Hauptvertreter der FDG sie wegen vieler Unterschiede als selbstständige Grammatiktheorie ansehen: „FDG diverges from FG in so many ways that by now it should be considered a theory in its own right, and it has been recognized as such.“ (Hengeveld/Mackenzie 2008: xi).

## Zur Entstehung der Theorie
Die Anfänge der FDG gehen auf den Vortrag „The architecture of a Functional Discourse Grammar“ von K. Hengeveld im Jahr 2000 zurück. Dabei war der Zusatz „discourse“ der Ausdruck eines geschärften Bewusstseins, Phänomene des Diskursaktes stärker in die Theorie der FG zu integrieren. Wichtigster Aspekt dieses Kongressbeitrages war die Unterscheidung dreier hierarchisch angeordneter Ebenen, der interpersonalen, der repräsentativen und der morphosyntaktischen Ebene (siehe unten).
In den folgenden Jahren wurde an den Grundgedanken dieser Arbeit weitergeforscht (siehe Mackenzie/Gómez González 2004, Groot/Hengeveld 2005, García Velasco/Rijkhoff 2008). K. Hengeveld und J. Lachlan Mackenzie stellten die neue Theorie schließlich in einer 2008 erschienenen umfangreichen Einführung vor (im Folgenden mit „HM“ abgekürzt).

## Die Bezeichnung “Functional Discourse Grammar”
In der Bezeichnung „Functional Discourse Grammar“ steht „functional“ für den funktionalistischen Ansatz innerhalb der Linguistik, den die FDG mit der FG teilt. Die Kernaussage dieses Ansatzes besteht darin, dass Grammatik und insbesondere Syntax kein autonomer Bereich sind, sondern als abhängig vom Bereich der Sprachfunktion, d. h. Semantik und Pragmatik, gelten.
Typische funktionale Theorien sind neben der FG die Role and Reference Grammar und die Systemic Functional Grammar. Die klassische formale Theorie der Gegenrichtung ist die Generative Theorie.
“Discourse” bedeutet sodann, dass für diese Theorie der Diskursakt (“discourse act”) die kleinste Einheit der linguistischen Analyse ist und nicht der Satz (HM: 4).
Dabei versteht sich die FDG nicht nur als funktionale Grammatiktheorie, sondern als „a form-oriented function-to-form approach“ (HM: 38 f.) – „form-oriented“, weil sie nur solches Material auf der interpersonalen und repräsentativen Ebene betrachte, das eine morphosyntaktische und phonologische Form bekomme; „function-to-form“, weil dabei zuerst die kommunikative Funktion betrachtet und dann erst ihre einzelsprachlichen Formen untersucht werde. Somit steht die FDG zwischen extrem formalen und extrem funktionalen Theorien.

## Verhältnis zur Functional Grammar
Mit der FG teilt die FDG zunächst eine linguistische Grundeinsicht, wonach Sprache ein strukturiertes Gebilde sei, das als ein Mittel der Kommunikation zwischen menschlichen Individuen fungiere. Ferner zeichnet beide Theorien ein Bestreben um „maximale typologische Neutralität“ aus (HM: xi).
Andererseits gibt es aber beträchtliche Unterschiede: Dazu gehört auf Seiten der FDG die Unterscheidung einer interpersonalen und einer repräsentativen Ebene als eigenständige linguistische Bereiche und außerdem die Betonung der Selbstständigkeit von Morphosyntax und Phonologie in Form autonomer Beschreibungsbereiche. Schließlich sei auch die Beschreibungsrichtung „von oben nach unten“ spezifisch für die FDG.
Der Hauptunterschied liegt nach HM (S. 37 f.) in der Art und Weise, wie in beiden Theorien modellhaft der Ablauf sprachlicher Verständigung vorgestellt werde: Demnach stehe am Anfang des Modells der FG die Wahl der sprachlichen Einheiten. Im weiteren Kommunikationsprozess würden diese semantisch zu Prädikaten (im logischen Sinne) weiter ausdifferenziert, denen Terme zugewiesen würden. Diesen werden anschließend syntaktische Funktionen und danach pragmatische Funktionen zugewiesen. Wegen dieser Reihenfolge scheint die Pragmatik in FG wie ein Anhang an die Semantik und Syntax zu fungieren, was den Prinzipien des Funktionalismus zuwiderlaufe. Dagegen stehe in der FDG die Pragmatik, in Form der interpersonalen Ebene, am Anfang sprachlicher Kommunikation und sei insofern viel besser integriert.

## Grundzüge der Theorie
Im Mittelpunkt der Theorie der FDG steht ein Modell der Entstehung und Entwicklung sprachlicher Äußerungen (HM: 3–25). Darin sind sprachliche und außersprachliche Aspekte berücksichtigt, auch wenn das vorrangige Interesse den ersteren gilt. Das Modell unterscheidet zwischen
- Ebenen (etwa der repräsentativen Ebene)
- Komponenten (eine grammatische und drei außersprachliche, siehe unten)
- Prozessen (z. B. der morphosyntaktischen Kodierung)
- und Bausätzen von Grundeinheiten (“primitives”).

### Die vier Beschreibungsebenen
Die vier Ebenen (HM: 14–18) sind allesamt linguistisch, sind hierarchisch und außerdem einzelsprachlich, was bedeutet, dass die pragmatischen und semantischen Kategorien keine universale Gültigkeit haben.
- Auf der interpersonalen Ebene (“interpersonal level”; HM: 15, 46–127) steht die kommunikative Situation des Diskursaktes einschließlich der am Diskurs beteiligten Personen, der kommunikativen Partizipanten, im Zentrum. Außerdem sind wichtig die Grundeinheit der “moves”, die ein oder mehrere Diskursakte umfasst, die illokutive Absicht und der kommunikative Inhalt.

- Auf der repräsentativen Ebene (“representative level”; HM: 15 f., 128–281) werden die linguistischen Einheiten mit Begriffen semantischer Kategorien bezeichnet, wie z. B. propositionaler Inhalt, Art der (semantisch definierten) Sachverhalte (“states of affairs”), eine oder mehrere Eigenschaften.

Diese ersten beiden Ebenen sind die Ebenen der Formulierung (“formulation”), auf denen die linguistische Einheit sprachliche Form annimmt.
- Auf der morphosyntaktischen Ebene (“morphosyntactic level”; HM: 16 f., 282–420) wird die linguistische Einheit in syntaktische Konstituenten zerlegt, wobei die größte Einheit der linguistische Ausdruck (“linguistic expression”) ist und von ihm aus die Analyse über Teilsätze und Phrasen zu Wörtern hinunter verläuft.

- Die phonologische Ebene (“phonological level”; HM: 17 f., 421–462) umfasst die segmentale und die suprasegmentale Repräsentation der linguistischen Einheit.

Diese letzten beiden Ebenen sind die Ebenen der Kodierung (“encoding”), auf denen die linguistische Einheit im sprachlichen Zeichensystem verschlüsselt wird.

### Die vier Komponenten
Neben der grammatischen Komponente gibt es in der FDG noch drei außersprachliche (HM: 6–12):
- Die erste außersprachliche ist die konzeptuelle Komponente. Sie umfasst nicht nur die kommunikative Intention, sondern auch psychische Reaktionen auf bestimmte Ereignisse in der Außenwelt, jedoch nur diejenigen, die zu einer Intention führen.

- In der kontextuellen Komponente, der zweiten außersprachlichen Komponente, wird die sprachliche Äußerung im Kontext des Diskursaktes betrachtet, der als “multifaceted” gilt (HM: 9).

- Die dritte außersprachliche Größe ist die Output-Komponente. In ihr werden die Endprodukte der sprachlichen Äußerungen in einen Output konvertiert, womit gemeint ist, dass diese im Falle mündlicher Rede in phonetische Sequenzen umgesetzt werden, im Falle von schriftlicher Rede in orthographische Sequenzen. Zu den phonetischen Sequenzen können auch Körpergesten kommen, die allein für Zeichensprachen konstitutiv sind. Hier geschieht eine Umwandlung der digitalen in analoge Zeichen. Dies bedeutet, dass die sprachlichen Zeichen nicht immer kategorial eindeutig sind, sondern eher statistisch approximativ werden.

### Beispiel einer Formalisierung nach FDG
Im Ganzen betrachtet ist dieses linguistische Modell ein Versuch, den gesamten komplexen Vorgang sprachlicher Kommunikation analytisch zu erfassen. Typisch funktional ist dabei die Reihenfolge von der Pragmatik (interpersonale Ebene) über die Semantik (repräsentative Ebene) zur Syntax (morphosyntaktische Ebene), die in dieser Zuspitzung deutlich über das Modell der Vorläuferin FG hinausgeht.
Dies zeigt sich in an folgendem Beispiel:
1. IE: (+id RI)
2. RE: (prox m xi: [(fi: /bəˈnɑːnə/N (fi)) (xi) Φ])
3. ME: (Npi: [(Gwi: this-pl (Gwi)) (Nwi: /bəˈnɑːnə/-pl (Nwi))] (Npi))
4. PE: (PPi: [(PWi: /ðiːz/ (PWi)) (PWj: /bəˈnɑːnəz/ (PWj))] (PPi))

Diese formalisierte Schreibung lässt sich folgendermaßen erklären: Auf der interpersonalen Ebene (IE, 1.) ist der Konstituent als etwas charakterisiert, das eine referenzielle Funktion (R) hat. Außerdem nimmt der Sprecher von ihm an, dass er für den Hörer/Leser identifizierbar ist (id). Auf der repräsentativen Ebene (RE, 2.) wird der Konstituent als einer charakterisiert, der mehr als (m) ein Individuum mit der Eigenschaft (f) bezeichnet und in Ausdrücken der Lage des Referenten (prox). Die Eigenschaft (f) wird spezifiziert durch das nominale (N) Lexem /bəˈnɑːnə/. Auf der morphosyntaktischen Ebene (ME, 3.) wird der Konstituent als eine Nominalphrase (Np) charakterisiert, die aus einem grammatischen Wort (Gw) und einem nominalen Wort (Nw) besteht. Auf dieser Ebene wird ein Operator eingeführt, hier gekennzeichnet durch „this“, der als Platzhalter für die syntaktische Funktion fungiert. Der repräsentative Operator (m) ist hier in den morphosyntaktischen Operator Pl(ural) umgewandelt, der zweimal vorkommt, weil er an beiden Bestandteilen der Nominalphrase ausgedrückt werden muss. Auf der phonologischen Ebene (PE, 4.) werden die entsprechenden Pluralformen eingeführt, beim Nomen durch Hinzufügung des entsprechenden Pluralsuffixes, beim Determinator durch die Selektion einer Suppletivform. Diese Ebene besteht hier aus einer phonologischen Phrase (PP), die aus zwei phonologischen Wörtern (PW) besteht.

## Typologische Adäquatheit
Wie die Functional Grammar so erhebt auch die FDG den Anspruch, die Beschreibung vieler typologisch unterschiedlicher Sprachen zu ermöglichen („typologische Adäquatheit“). Zum Ausdruck kommt der typologische Anspruch zum einen in dem englischen Untertitel „a typologically-based theory of language structure“, zum andern in den über 160 Sprachen, die im Belegmaterial des HM verarbeitet sind.
Die theoretische Ausprägung der FDG, so bekennen die Autoren, verdanke der typologischen Forschung viel. Gleichzeitig verstehen sie ihre Theorie als einen Bezugsrahmen für weitere typologische Einzelforschung. Die FDG könne dabei als eine „basic linguistic theory“ fungieren, wie sie R. M. W. Dixon (1997: 128–138) für die typologische Arbeit gefordert hat, auch wenn dieser bekannte Typologe darunter mehr eine modifizierte traditionelle Grammatik verstanden habe. Da die Theorie der FDG nicht nur deskriptiv-beschreibend ist, sondern auch über ein reiches analytisches Potenzial verfügt, ist sie eine ideale Kandidatin für diese Rolle einer „basic linguistic theory“. Gleichzeitig wird sicher gerade in Aufnahme typologischer Erkenntnisse auch die Theorie der FDG weiterentwickelt werden.

## Anwendbarkeit
Die FDG wird von Hengeveld und Mackenzie (HM, S. 41 f.) als ein strukturierter linguistischer Rahmen verstanden, innerhalb dessen linguistische Hypothesen formuliert und getestet werden können. Bei praktischeren Ambitionen eignet sich diese Theorie besonders für die sprachvergleichende Arbeit, sei es für typologische und kontaktlinguistische Untersuchungen, sei es für kontrastive Vergleiche.